# Nenad Đorđević
Nenad Đorđević (Paraćin, Sèrbia, 7 d'agost de 1979) és un futbolista serbi. Va disputar 17 partits amb la Selecció de Sèrbia.